# Будинок на вулиці Дорошенка, 45 (Львів)
Будинок за адресою вулиця Дорошенка, 45 у Львові — багатоквартирний житловий п'ятиповерховий будинок. Пам'ятка архітектури місцевого значення під охоронним № 2105-м

## Історія
П'ятиповерховий житловий будинок зведено 1938 року за проєктом львівського архітектора Соломона Кайля, на замовлення Юзефа Мінцера. З приходом радянської влади у будинок засилилася комуністична еліта, оскільки цей район вважався престижним у Львові. На першому поверсі нині розташований заклад швидкого харчування — хот-дог бар «Добрий пес». Також цю адресу має кав'ярня «Альтернативна кава», що розташована біля трамвайної зупинки між вулицями Петра Дорошенка та Миколая Коперника.

## Архітектура
П'ятиповерховий будинок зведений у стилі конструктивізму, мурований з цегли, ззовні тинькований. Зовнішній план прямокутний, у внутрішньому плані секційний, на поверсі дві секції. Симетричний фасад будинку порушений зміщеним вліво головним входом, який втоплено у площину стіни, з лівого боку головний вхід прикрашає колона. Перший поверх рустований. Починаючи з другого поверху композиція головного фасаду являє собою ряд вікон з невеликими трикутними балконами розділених пілястрами. Завершується будинок профільованим карнизом.